# Ptereleotris zebra
Ptereleotris zebra är en fiskart som först beskrevs av Fowler, 1938.  Ptereleotris zebra ingår i släktet Ptereleotris och familjen Ptereleotridae. Inga underarter finns listade i Catalogue of Life.